# Stăpânul Inelelor (serie de filme)
Stăpânul Inelelor este o trilogie cinematografică epică de fantezie și aventură regizată de Peter Jackson, bazată pe romanul omonim scris de autorul englez J. R. R. Tolkien. Filmele sunt intitulate după cele trei volume ale romanului: Frăția Inelului (2001), Cele Două Turnuri (2002) și Întoarcerea Regelui (2003). Realizate în coproducție de New Line Cinema și WingNut Films, acestea beneficiază de o distribuție remarcabilă, incluzând actori consacrați precum Elijah Wood, Ian McKellen, Liv Tyler, Viggo Mortensen, Sean Astin, Cate Blanchett, John Rhys-Davies, Christopher Lee, Billy Boyd, Dominic Monaghan, Orlando Bloom, Hugo Weaving, Andy Serkis și Sean Bean.
Plasată în universul fictiv al Pământului de Mijloc, trilogia urmărește epopeea hobbitului Frodo Baggins, care, împreună cu Frăția Inelului, pornește într-o călătorie periculoasă pentru a distruge Inelul Puterii și a-l înfrânge pe creatorul său, Lordul Întunecat Sauron. După destrămarea Frăției, Frodo continuă misiunea alături de loialul său prieten Sam și, ulterior, cu ajutorul ambiguu al lui Gollum. În paralel, Aragorn, moștenitorul exilat al tronului Gondorului, alături de elf-ul Legolas, gnomul Gimli, Merry, Pippin, Boromir și vrăjitorul Gandalf, conduc o alianță de forțe pentru a apăra Popoarele Libere ale Pământului de Mijloc. Ei organizează Războiul Inelului, un conflict epic menit să distragă atenția lui Sauron de la Frodo și misiunea sa crucială.
Trilogia explorează teme universale precum prietenia, sacrificiul, speranța și lupta dintre bine și rău, captivând audiențele prin complexitatea personajelor, intensitatea emoțională și peisajele spectaculoase. Locațiile de filmare din Noua Zeelandă au devenit sinonime cu Pământul de Mijloc, transformând țara într-o destinație turistică emblematică pentru fani.
Filmele au fost realizate simultan între 11 octombrie 1999 și 22 decembrie 2000, cu filmări suplimentare desfășurate între 2001 și 2003. Cu un buget total de 281 de milioane de dolari (echivalentul a 514 milioane de dolari în 2023), producția este considerată unul dintre cele mai ambițioase proiecte cinematografice din istorie.
Premierele au avut loc în locații prestigioase: primul film a fost lansat la Odeon Leicester Square din Londra, pe 10 decembrie 2001; al doilea, la Ziegfeld Theatre din New York, pe 5 decembrie 2002; iar al treilea, la Embassy Theatre din Wellington, pe 1 decembrie 2003. Versiunile extinse ale fiecărui film, oferind detalii suplimentare și scene inedite, au fost lansate ulterior pe media de acasă.
Pe lângă povestea captivantă, trilogia a impresionat prin realizările tehnice revoluționare, în special utilizarea tehnologiei de captare a mișcării pentru crearea personajului Gollum, dezvoltată de Weta Digital. Coloana sonoră, compusă de Howard Shore, a consolidat atmosfera grandioasă, devenind una dintre cele mai iconice partituri din istoria cinematografiei.
Stăpânul Inelelor este considerată una dintre cele mai mari și influente serii de filme realizate vreodată. Impactul cultural al trilogiei este imens, stabilind noi standarde pentru filmele de fantezie și influențând profund industria cinematografică. Trilogia a fost un succes financiar uriaș, generând încasări globale de peste 2,9 miliarde de dolari și clasându-se printre cele mai profitabile serii de filme din toate timpurile.
Seria a fost recompensată cu numeroase premii, câștigând 17 Premii Oscar dintr-un total de 30 de nominalizări, inclusiv Premiul pentru cel mai bun film, acordat pentru filmul Întoarcerea Regelui. În 2021, Biblioteca Congresului Statelor Unite a inclus filmul Frăția Inelului în Registrul Național de Film, apreciindu-l ca fiind „semnificativ din punct de vedere cultural, istoric sau estetic”.

## Subiectul

### Frăția Inelului
Aventura începe în 19 decembrie 2001 cu Frăția Inelului. În acestă parte este prezentată lumea Pământului de Mijloc și locuitorii acesteia: oameni, hobbiți, elfi, gnomi, vrăjitori, troli și orci.
Tânarul hobbit Frodo Baggins moștenește un inel, Inelul Unic, un instrument al puterii absolute care îi poate permite lui Sauron, Seniorul Tenebrelor din Mordor, să pună stăpânire pe Pământul de Mijloc.
Frodo împreună cu frăția formată din hobbiți, oameni, un vrăjitor, un gnom și un elf, trebuie să ducă inelul la Muntele de Foc, unde a fost creat și să îl distrugă pentru totdeauna.
Deoarece o asemenea călătorie presupune trecerea prin teritoriile lui Sauron, Frăția trebuie să lupte cu forțele exterioare ale răului dar și cu influențele Inelului.

### Cele două turnuri
La sfârșitul primei părți, datorită morții lui Boromir și căderii lui Gandalf într-o grotă din Khazad, componenții frăției sunt forțați să se despartă.
Cele două turnuri începe pe piscurile muntilor Emyn Muil, unde rătăcitul hobbit Frodo și Sam descoperă că au fost urmăriți de misteriosul Gollum. O creatură vicleană, atrasă de Inel, Gollum promite să-i conducă la Porțile Negre din Mordor, dacă ei îl vor elibera. Sam nu are încredere în noul tovarăș, dar lui Frodo îi este milă de Gollum.
Traversând Pământul de Mijloc, Aragorn, arcașul elf Legolas și gnomul Gimli ajung la regatul asediat Rohan, al cărui rege Theoden căzuse sub influența vrajilor lui Saruman, prin intermediul spionului său, sinistrul Limba de Vierme.
Dupa lupta cu Balrog-ul, Gandalf moare si este trimis pentru a-si incheia misiunea. Este invesmantat in alb luandu-si numele Gandalf cel Alb. Se intalneste cu Aragorn, Legolas si Gimli in codrul Fangorn de unde pleaca sa-i ajute pe oamenii din Rohan in razboiul cu Isengard-ul.
Între timp, hobbiții capturați, Merry și Pippin au evadat, scăpând de Uruk-hai, si fug in codrul Fangorn, unde-i descoperă pe enti si pe cel mai batran dintre ei Arborebarbos. Cu acesta cei doi hobbiti vor pleca sa distruga Isengard-ul razbunandu-se astfel pentru taierea arborilor din Fangorn.
Batalia finala dintre fortele lui Saruman si cele din Rohan se vor da in fata Cetatii Cornului unde cu un ajutor nesperat din partea lui Gandalf cel Alb si ale lui Eomer, nepotul regelui, fortele lui Saruman sunt invinse si Isengard-ul cade sub puterea entilor condusi de Arborebarbos.

### Întoarcerea regelui
Partea finală a trilogiei lui Tolkien, Întoarcerea Regelui este cea mai glorioasă punere în imagine și efecte speciale care s-a văzut vreodată în film.
Pentru cei care nu știu primele părți, regizorul le aduce aminte ce s-a întâmplat cu Frăția Inelului.
Forțele lui Sauron au atacat capitala Gondor din Minas Tirith în asediul suprem asupra omenirii.
Păzit de un lord slăbit, regatul odinioară măreț nu a avut niciodată nevoie mai mare de un rege.
Dar Aragorn trebuie să găsească puterea de a înfrunta destinul de care a fugit toată viața. Membrii Frăției se strâng laolaltă pentru a da cea mai dură bătălie din viața lor, care are ca miză salvarea lumii de sub puterea distrugătoare a lui Sauron. Uniți în scopul unic de a-l distrage pe Sauron, ei îi dau lui Frodo șansa de a-și îndeplini misiunea.
Călătorind pe tărâmuri străine, înșelătoare, Frodo trebuie să se bazeze din ce în mai mult pe Sam și pe Gollum, în timp ce Inelul continuă să-i pună la încercare credința și, în final, umanitatea.

## Distribuție
Mai jos sunt enumerați actorii care au jocat sau vociferat rolurile personajelor din seria de filme Stăpânul Inelelor.
| Personaje                       | Film                                          | Film                    | Film                                 |
| Personaje                       | Frăția Inelului                               | Cele două turnuri       | Întoarcerea Regelui                  |
| Frăția Inelului                 | Frăția Inelului                               | Frăția Inelului         | Frăția Inelului                      |
| ------------------------------- | --------------------------------------------- | ----------------------- | ------------------------------------ |
| Frodo Baggins                   | Elijah Wood                                   | Elijah Wood             | Elijah Wood                          |
| Aragorn                         | Viggo Mortensen                               | Viggo Mortensen         | Viggo Mortensen                      |
| Boromir                         | Sean Bean                                     | Sean Bean               | Sean Bean                            |
| Meriadoc "Merry" Brandybuck     | Dominic Monaghan                              | Dominic Monaghan        | Dominic Monaghan                     |
| Samwise Gamgee                  | Sean Astin                                    | Sean Astin              | Sean Astin                           |
| Gandalf                         | Ian McKellen                                  | Ian McKellen            | Ian McKellen                         |
| Gimli                           | John Rhys-Davies                              | John Rhys-Davies        | John Rhys-Davies                     |
| Legolas                         | Orlando Bloom                                 | Orlando Bloom           | Orlando Bloom                        |
| Peregrin "Pippin" Took          | Billy Boyd                                    | Billy Boyd              | Billy Boyd                           |
| Shire și Bree                   |                                               |                         |                                      |
| Bilbo Baggins                   | Ian Holm                                      |                         | Ian Holm                             |
| Mrs. Bracegirdle                | Lori Dungey                                   |                         |                                      |
| Barliman Butterbur              | David Weatherley                              |                         |                                      |
| Rosie Cotton                    | Sarah McLeod                                  |                         | Sarah McLeod                         |
| Gaffer Gamgee                   | Norman Forsey                                 |                         | Norman Forsey                        |
| Elanor Gamgee                   |                                               |                         | Alexandra Astin                      |
| Bree Gate Keeper                | Martyn Sanderson                              |                         |                                      |
| Farmer Maggot                   | Cameron Rhodes                                |                         |                                      |
| Old Noakes                      | Bill Johnson                                  |                         |                                      |
| Everard Proudfoot               | Noel Appleby                                  |                         | Noel Appleby                         |
| Mrs. Proudfoot                  | Megan Edwards                                 |                         |                                      |
| Otho Sackville                  | Peter Corrigan                                |                         |                                      |
| Lobelia Sackville-Baggins       | Elizabeth Moody                               |                         |                                      |
| Ted Sandyman                    | Brian Sergent                                 |                         |                                      |
| Rivendell și Lothlórien         |                                               |                         |                                      |
| Arwen                           | Liv Tyler                                     | Liv Tyler               | Liv Tyler                            |
| Escorta eflilor (a.k.a. Figwit) | Bret McKenzie                                 |                         | Bret McKenzie                        |
| Lord Celeborn                   | Marton Csokas                                 |                         | Marton Csokas                        |
| Lord Elrond                     | Hugo Weaving                                  | Hugo Weaving            | Hugo Weaving                         |
| Lady Galadriel                  | Cate Blanchett                                | Cate Blanchett          | Cate Blanchett                       |
| Haldir                          | Craig Parker                                  | Craig Parker            |                                      |
| Rúmil                           | Jørn Benzon                                   |                         |                                      |
| Rohan și Gondor                 |                                               |                         |                                      |
| Damrod                          |                                               |                         | Alistair Browning                    |
| Denethor                        |                                               | John Noble              | John Noble                           |
| Éomer                           |                                               | Karl Urban              | Karl Urban                           |
| Éothain                         |                                               | Sam Comery              |                                      |
| Éowyn                           |                                               | Miranda Otto            | Miranda Otto                         |
| Faramir                         |                                               | David Wenham            | David Wenham                         |
| Freda                           |                                               | Olivia Tennet           |                                      |
| Gamling                         |                                               | Bruce Hopkins           | Bruce Hopkins                        |
| Grimbold                        |                                               |                         | Bruce Phillips                       |
| Háma                            |                                               | John Leigh              |                                      |
| Haleth                          |                                               | Calum Gittins           |                                      |
| Irolas                          |                                               |                         | Ian Hughes                           |
| Regele Morților                 |                                               |                         | Paul Norell                          |
| Madril                          |                                               | John Bach               | John Bach                            |
| Morwen                          |                                               | Robyn Malcolm           |                                      |
| Regele Théoden                  |                                               | Bernard Hill            | Bernard Hill                         |
| Théodred                        |                                               | Paris Howe Strewe       |                                      |
| Treebeard                       |                                               | John Rhys-Davies (voce) | John Rhys-Davies (voce)              |
| Isengard și Mordor              |                                               |                         |                                      |
| Sméagol/Gollum                  | Andy Serkis                                   | Andy Serkis             | Andy Serkis                          |
| Gorbag                          |                                               |                         | Stephen Ure                          |
| Gothmog                         |                                               |                         | Lawrence Makoare Craig Parker (voce) |
| Gríma Wormtongue                |                                               | Brad Dourif             | Brad Dourif                          |
| Grishnákh                       |                                               | Stephen Ure             |                                      |
| Lurtz                           | Lawrence Makoare                              |                         |                                      |
| Mauhur                          |                                               | Robbie Magasiva         |                                      |
| Vocea lui Sauron                |                                               |                         | Bruce Spence                         |
| Inelul                          | Alan Howard (voce)                            |                         | Alan Howard (voce)                   |
| Saruman                         | Christopher Lee                               | Christopher Lee         | Christopher Lee                      |
| Sauron                          | Sala Baker                                    |                         | Sala Baker                           |
| Shagrat                         |                                               |                         | Peter Tait                           |
| Sharku                          |                                               | Jed Brophy              |                                      |
| Snaga                           |                                               | Jed Brophy              |                                      |
| Uglúk                           |                                               | Nathaniel Lees          |                                      |
| Regele-vrăjitor din Angmar      | Shane Rangi Brent McIntyre Andy Serkis (voce) |                         | Lawrence Makoare Andy Serkis (voce)  |
| Personaje istorice              |                                               |                         |                                      |
| Déagol                          |                                               |                         | Thomas Robins                        |
| Elendil                         | Peter McKenzie                                |                         |                                      |
| Gil-galad                       | Mark Ferguson                                 |                         |                                      |
| Isildur                         | Harry Sinclair                                |                         | Harry Sinclair                       |